# Grupo Gente de Buenos Aires

Pedro Gaeta (izq.), Luis Pedro Luchi (centro) y Roberto Jorge Santoro (dcha.)

El Grupo Gente de Buenos Aires fue un colectivo cultural argentino fundado a mediados de la década de 1960 por el artista plástico Pedro Gaeta, el músico y compositor Eduardo Rovira, y los poetas Roberto Jorge Santoro y Luis Luchi. Sus objetivos principales fueron dos: en primer lugar, acercar el arte al pueblo, entendiendo que debe ser accesible para todos y no restringido a un círculo reducido. Este enfoque llevó al grupo a desarrollar sus actividades, exposiciones y muestras en los barrios de la Ciudad Autónoma de Buenos Aires, desplazándose hacia la periferia y dejando de lado los circuitos culturales tradicionales. En segundo lugar, el grupo se propuso la difusión de las obras creadas de forma colaborativa e interdisciplinaria por sus miembros y colaboradores, así como por nuevos artistas y escritores del pasado reciente. Para materializar este objetivo, fundaron las editoriales Gente de Buenos Aires y Papeles de Buenos Aires, que desempeñaron un papel central al integrar distintas disciplinas artísticas en sus publicaciones.

## Inicios
El origen de Gente de Buenos Aires no estuvo vinculado a una revista o proyecto editorial, sino que surgió a partir de encuentros esporádicos y eventos culturales diversos. Estos eventos, sin un formato fijo, abarcaban desde exposiciones artísticas y lecturas públicas hasta talleres comunitarios y performances callejeras. Las iniciativas impulsadas por sus integrantes funcionaban como una red que permitía explorar distintas formas de expresión artística y fortalecer el vínculo con la comunidad local.El nombre del grupo hace referencia, en primer lugar, a una ubicación geográfica específica, ya que sus miembros compartían una visión común del arte y la cultura, además de un fuerte arraigo en los barrios de Parque Chas, Villa Urquiza, Agronomía, Villa Ortúzar y Chacarita. También alude de manera informal a un colectivo de personas, subrayando la idea de que el artista no está separado de "la gente", sino que forma parte de ella.

## Arte y comunidad: una visión integradora

Presentación La caja de serigrafías (1970). Afiche publicitario original del Grupo Gente de Buenos Aires.

Los principios que guiaron a Gente de Buenos Aires estuvieron estrechamente ligados a la comunidad y a la integración de diversas formas de arte. Uno de sus pilares fue llevar el arte a los barrios, (desplazando el eje cultural históricamente centrado en la Calle Corrientes y sus alrededores) hacia las periferias de la ciudad. Así, se organizaron conferencias, exposiciones, presentaciones de libros y recitales en galerías de arte independientes, clubes, sociedades de fomento, escuelas, bibliotecas populares y otras instituciones barriales. Otro principio fundamental fue la integración de las artes, en el que ninguna manifestación se veía como “aislada”, sino que todas se complementaban mutuamente. Las actividades del grupo fusionaban distintas expresiones artísticas, como la poesía, la pintura y la música, creando una experiencia multidisciplinaria y colaborativa. Además, se promovió el diálogo directo entre artistas y público, facilitado por la cercanía de los asistentes, en su mayoría vecinos del barrio, lo que generaba un ambiente de confianza y colaboración. Finalmente, la implicación activa de los artistas fue esencial, no solo en la organización de los eventos, sino también en todos los aspectos de las actividades, garantizando su participación en el proceso de socialización de las obras y en la creación de un espacio cultural compartido 
Como ejemplos de la filosofía del grupo, pueden mencionarse dos eventos representativos. El primero, la presentación de La caja de serigrafías, del artista plástico Carlos Langone, en la Galería Meridiana, donde Pedro Gaeta introdujo la obra, acompañada por la poesía de Luis Luchi, Roberto Santoro y Diego Mare, quienes participaron en la lectura de sus propios textos. El segundo, Expresión Buenos Aires, un audiovisual de Juan Carlos Malieni que combinaba fotografías de la ciudad con pinturas de Gaeta, poemas de Luchi recitados por Héctor Alterio y música de Eduardo Rovira.

## Proyectos editoriales

Vinilo Tango de música a lo lejos (1966). Ediciones Gente de Buenos Aires.

El Grupo Gente de Buenos Aires también se destacó por su relevante rol editorial, que les permitió materializar su visión de difundir obras que integraran diversas disciplinas artísticas y fueran accesibles para todos. Su lema “Gente de Buenos Aires para toda la gente” sintetizaba esta misión: poner el arte al alcance de todos a través de ediciones de bajo costo, pensadas para llegar a un público amplio. Bajo el sello Editorial Gente de Buenos Aires, publicaron libros, carpetas y discos, en ediciones que se distinguieron por ser artesanales y de gran cuidado, y que tenían como objetivo difundir la obra de poetas, escritores, artistas plásticos y músicos. Este sello se consolidó como un espacio clave para la publicación de trabajos que combinaban poesía, arte visual y música, reflejando el enfoque multidisciplinario del colectivo. 

Sumo y sigo de Beatriz Esterkind. Editorial Papeles de Buenos Aires - Colección La Pluma y la Palabra.

Por otro lado, en 1971 se creó Editorial Papeles de Buenos Aires, que incluyó la colección de poesía “La Pluma y la Palabra”, dirigida por Roberto Jorge Santoro, que alcanzó los 38 títulos. Estas ediciones, artesanales y presentadas en carpetas de cartón (28 cm x 18 cm), contenían una veintena de hojas sueltas, conocidas como “papeles”, que incluían datos biográficos del autor o autora, una ilustración realizada por un artista plástico, una “declaración jurada” (en la que el poeta expresaba su pensamiento y compromiso) y, finalmente, los poemas. Por fuera de esta colección, Editorial Papeles de Buenos Aires publicó Literatura de la pelota (1971), una antología compilada por el propio Santoro que reunía escritos sobre fútbol, con textos de autores como Augusto Mario Delfino, Horacio Quiroga, José Gabriel, Roberto Arlt, Baldomero Fernández Moreno, Ezequiel Martínez Estrada, Last Reason, Héctor Gagliardi, Leopoldo Marechal, Mario Jorge de Lellis, Luis Medrano, Mujica Lainez, entre otros.

## Legado y actualidad
A pesar del secuestro y desaparición de Roberto Jorge Santoro en 1977, así como de la persecución y exilio de otros miembros del grupo, Gente de Buenos Aires continuó con su actividad. Tras las muertes de Eduardo Rovira en 1980 y Luis Luchi en el 2000, la responsabilidad del colectivo pasó a manos de Pedro Gaeta y Lilian Garrido. Con el paso del tiempo, el espíritu del grupo se ha mantenido vivo a través de diversas actividades y homenajes que refuerzan su legado, como el Primer Festival Internacional de Poesía Parque Chas (2021) y la continua autogestión en la edición de libros y antologías.